# Labidomera
Labidomera is een geslacht van kevers uit de familie bladkevers (Chrysomelidae).
De wetenschappelijke naam van het geslacht werd in 1837 gepubliceerd door Louis Alexandre Auguste Chevrolat.

## Soorten
- Labidomera maya Daccordi & Lesage, 1999
- Labidomera olmeca Daccordi & Lesage, 1999